# Le Barp
Le Barp is een gemeente in het Franse departement Gironde (regio Nouvelle-Aquitaine). De plaats maakt deel uit van het arrondissement Arcachon. Le Barp telde op 1 januari 2022 5.713 inwoners.

## Geografie
De oppervlakte van Le Barp bedroeg op 1 januari 2022 107,32 vierkante kilometer; de bevolkingsdichtheid was toen 53,2 inwoners per km².

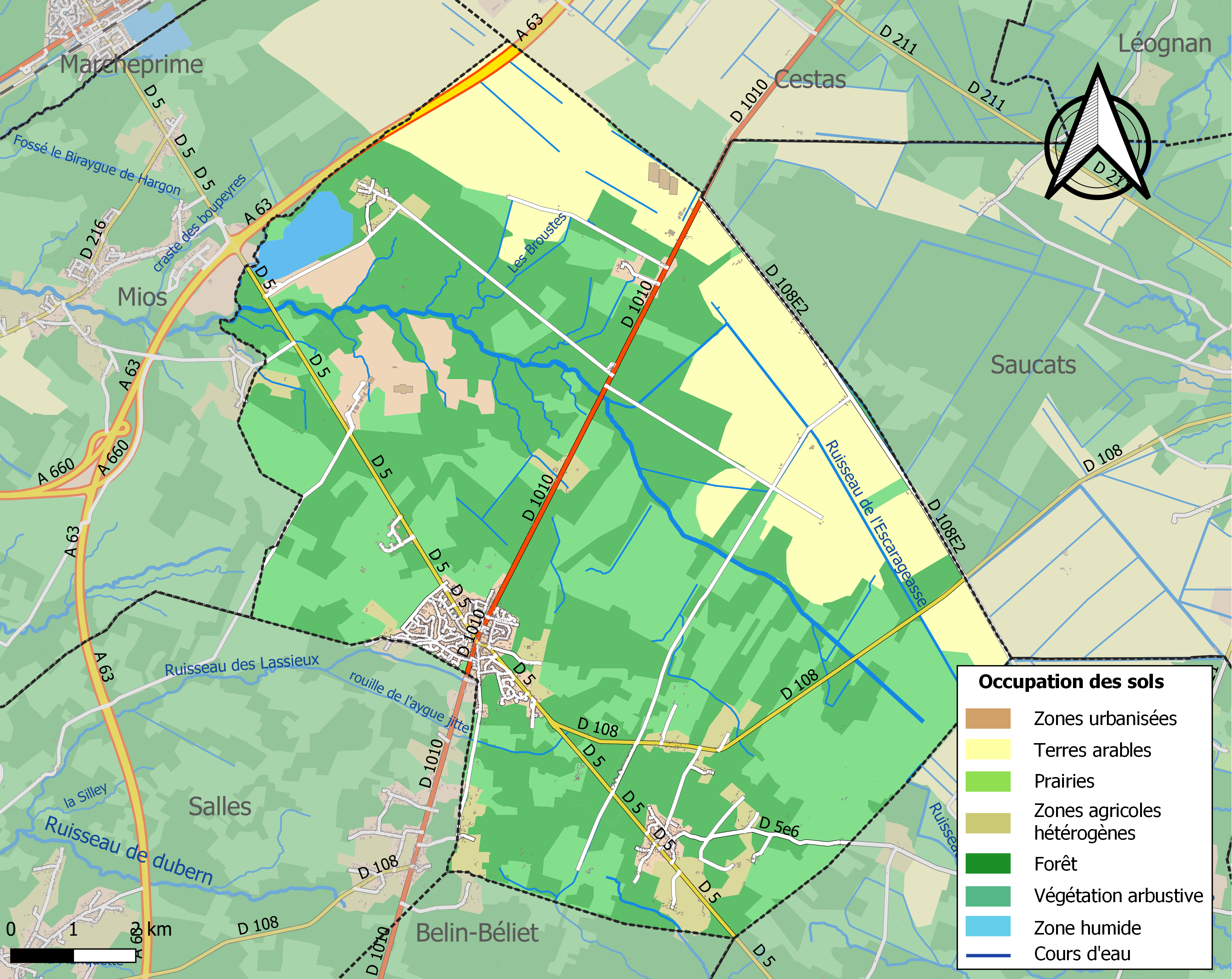
Kaart van de gemeente met belangrijkste infrastructuur, bodemgebruik en omliggende gemeenten

## Demografie
Onderstaande figuur toont het verloop van het inwonertal (bron: INSEE-tellingen).